# Thomas Marmaduke
Thomas Marmaduke fue un explorador, ballenero y cazador de focas inglés en los primeros del siglo XVII. Afirmó haber descubierto las islas árticas de Spitsbergen y Jan Mayen, pero no hay pruebas de esas afirmaciones.

## Biografía
Se desconocen datos sobre su nacimiento y fallecimiento. Parece haber sido un hombre muy enérgico y atrevido. Comandó uno de los dos interlopers (embarcación utilizada en el comercio) de Hull enviados a isla del Oso en 1609. Se alegó que en ese año, navegando en el Heartsease, «descubrió» la isla de Spitsbergen (en el archipiélago de las islas Svalbard), aunque no hay pruebas de esa afirmación, y la isla ya había sido descubierto por la expedición del navegante holandés Willem Barents en el verano de 1596. En esa reivindicación los comerciantes de Hull basaron sus derechos para la pesca de ballenas en Spitsbergen en décadas posteriores.
En 1611, Marmaduke fue enviado de nuevo, esta vez en el interloper Hopewell de Hull. Cazó morsas o «morsas de mar» (como se las denominaba). En julio, Marmaduke se reunió con dos chalupas de la Mary Margaret, una nave enviada por la Compañía de Moscovia para cazar ballenas, en el fiordo de Hornsund (en la punta meridional de la costa occidental de isla Spitsbergen). Su barco había sido aplastado por los hielos en o cerca de Comfortless Cove (Engelskbukta), al norte del Hornsund. Marmaduke  los llevó al norte de la bahía con el fin de salvar sus bienes. Más tarde, Jonas Poole, el capitán y piloto del Elizabeth, navegó en la bahía y trató de trasladar su carga a fin de que pudiera dar cabida a las mercancías de la Mary Margaret, pero al hacerlo su barco zozobró, obligando a la tripulación del Mary Margaret y del Elizabeth a navegar de regreso a casa a bordo del Hopewell. En ese año o en el siguiente, Marmaduke afirmó haber descubierto Jan Mayen y la llamó isla de Trinidad. No hay pruebas cartográficas o escritas que avalen este supuesto descubrimiento.
La temporada siguiente (1612) Marmaduke navegó de nuevo como capitán del Hopewell, pero esta vez en un viaje de pesca de la ballena. Poole dijo que él había llegado a los 82°N, pero esto parece poco probable. Sus hombres habían alcanzado Gråhuken (Grey Hook), en la entrada occidental de Wijdefjorden, donde, a principios de agosto de 1614, Robert Fotherby y William Baffin encontraron una cruz, grabada con el nombre Laurence Prestwood, así como otras dos o tres, fechadas el 17 de agosto de 1612. En 1613, Marmaduke navegó para la Compañía de Moscovia en el Matthew (250 toneladas), como vicealmirante de la flota ballenera inglesa. Sostuvo que descubrió la isla de Hopen ese año, a la que nombró en memoria de su anterior barco, el Hopewell. Este supuesto descubrimiento se muestra en el Mapa de la Compañía de Moscovia (1625), en que la fecha 1613 aparece al lado de la isla. 
Marmaduke navegó una vez más por la Compañía de Moscovia como capitán del Heartsease la siguiente temporada (1614), explorando la costa de Spitsbergen desde el noreste al noroeste, hasta al menos Gråhuken, donde Fotherby y Baffin tropezaron con algunos miembros de su tripulación en una chalupa. Unos balleneros flamencos dijeron que se habían encontrado con él en la isla del Oso en 1617. Ese mismo año también se dijo que había estado en torno a Hopen. Es mencionado por última vez en 1619, cuando fue visto en el Horn Sound. Nada más se sabe de él.